# AGM-183 ARRW
AGM-183 ARRW (англ. Air-Launched Rapid Response Weapon) — гіперзвукова ракета класу «повітря — поверхня», що розроблялась для Повітряних сил США. Розробку вела компанія Lockheed Martin, система побудована за принципом гіперзвукового глайдера, який досягатиме максимальної швидкості 6,5—8 Мах завдяки ракетному прискорювачу перед плануванням на ціль (в деяких джерелах до 20 Мах). Програму було скасовано 2023 року після ряду невдалих випробувань.

## Історія

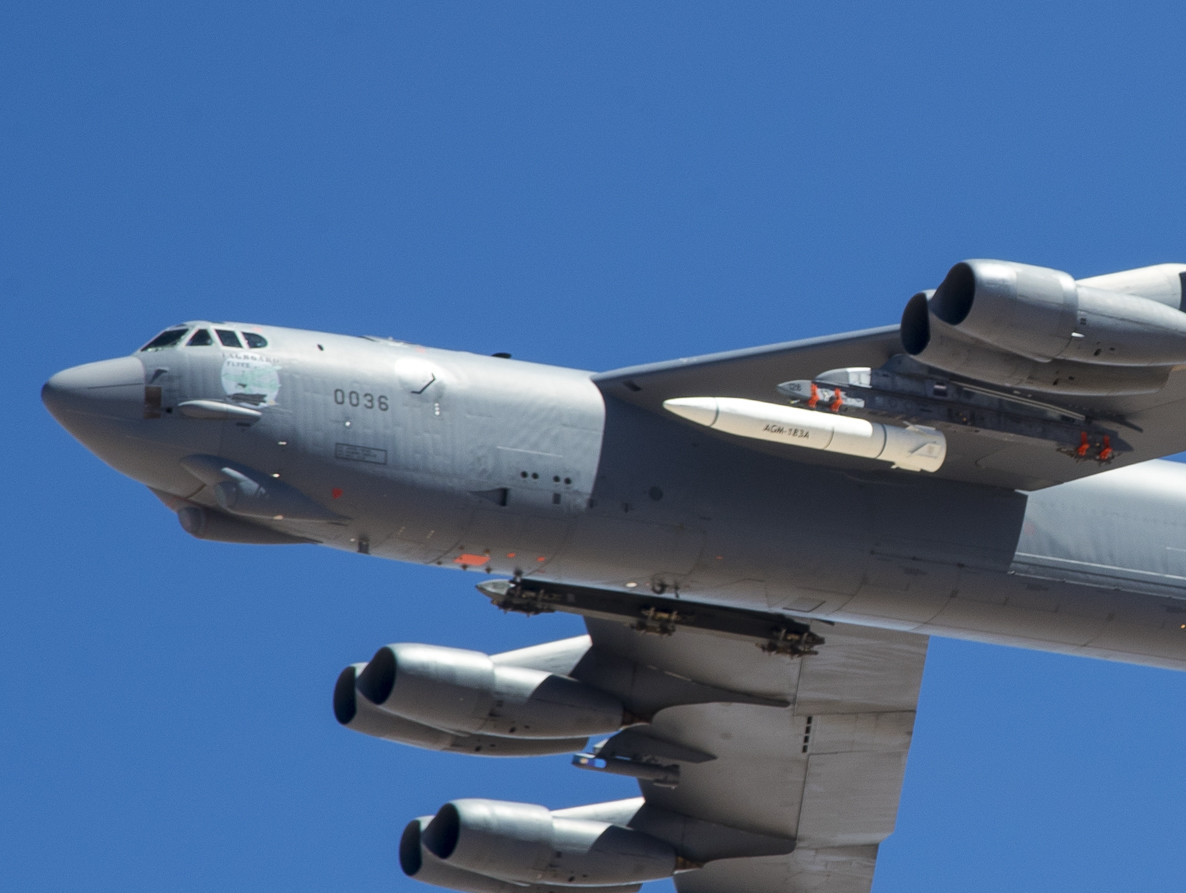
Прототип AGM-183A ARRW на випробуваннях, червень 2019 року

5 квітня 2021 року на військовому полігоні Поінт Магу (англ. Point Mugu Sea Range) відбувались випробування біля узбережжя Каліфорнії над Тихим океаном. В ході випробування планувалося перевірити здатність прискорювача вийти на проєктну швидкість, надійність його відділення від гіперзвукового бойового планера і керованість в польоті. При цьому самостійний політ прототипу бойового планера не передбачався. Однак через технічні проблеми ракета під час спроби запуску так і не запустилася з борту стратегічного бомбардувальника B-52H Stratofortress, зі складу 419-ї випробувальної ескадрильї. Бомбардувальник з прототипом повернувся на базу ПС.
На початку липня 2021 року Повітряні сили США вперше підірвали боєголовку гіперзвукової ракети AGM-183A ARRW. Тести проводила 780-та випробувальна ескадрилья на авіабазі Еглін, що у Флориді. Як стверджують у ПС США, це було перше подібне випробування боєголовки гіперзвукової ракети класу «повітря-поверхня», яке дозволило зібрати дані, зокрема, щодо унікальної форми цієї бойової частини. Однак подальших подробиць випробування повідомлено не було.
28 липня 2021 відбулася друга спроба запуску. Цього разу ракета відділилася від літака-носія, але двигун так і не увімкнувся.
Треті, тепер вже успішні, випробування відбулись 14 травня 2022 року. Ракета успішно відокремилась від носія (B-52), ракетний двигун успішно розпочав роботу і штатно відпрацював розрахунковий час.
13 липня 2022 року відбулись чергові, вже 12 випробування системи у повітрі та другі успішні випробування ракетного ступеня системи. Після відокремлення від носія відбувся успішний пуск ракетного двигуна, він відпрацював у штатному режимі, а ракета досягла гіперзвукової швидкості.
9 грудня 2022 року випробування проходили біля узбережжя південної частини штату Каліфорнії, запускали ракету з Boeing B-52 Stratofortress — міжконтинентального стратегічного бомбардувальника. Згідно з офіційними даними ВПС США, ракета «досягла гіперзвукової швидкості, яка більш ніж у п'ять разів перевищує швидкість звуку, завершила політ по наміченій траєкторії й вибухнула в районі аеродрому», тим самим виконавши свої завдання. Це випробування — завершальний етап, що підтверджує характеристики ракети у її остаточному варіанті. Якщо й надалі все піде за планом, то Lockheed Martin може налагодити масове виробництво таких ракет уже 2024 фінансового року[джерело?].
13 березня 2023 року відбулись наступні випробування, які завершились невдачею.
Наприкінці березня 2023 року представник Міністерства оборони США на слуханнях в Конгресі повідомив про намір міністерства відмовитись від подальших закупівель AGM-183 та згорнути програму після виконання запланованих двох випробувань з метою збирання важливих експериментальних даних. Натомість пріоритет буде наданий програмі англ. Hypersonic Attack Cruise Missile (HACM) компанії Raytheon.
19 серпня 2023 року відбулись восьмі (треті льотні) випробування, результати яких Повітряні сили відмовились повідомляти.